# Rehoboth (bantustan)
Rehoboth era un bantustan de l'antiga Namíbia. Situat al sud de la capital d'Àfrica del Sud-oest, Windhoek, té uns 13.860 km² ocupats per 11.000 Rehoboth Basters que, segons l'informe Odendaal, tenien la zona. Aquesta jurisdicció va ser també coneguda com a Basterland (Baster Gebiet) Els basters no eren una ètnia antiga pròpiament africana, sinó que eren els descendents de la unió d'homes holandesos, qui en 1870 havien arribat a la zona provinents de la Colònia del Cap a Sud-àfrica, i de les dones africanes de la zona (la paraula baster prové de la paraula neerlandesa que significa bastard). La capital d'aquest territori era Rehoboth, assentament que va ser el primer lloc on els basters es van instal·lar a l'arribar a la regió; raó també per la qual als basters se'ls ha dit "Rehoboth Baster" (els "Bastards de Rehoboth").
Els habitants d'aquesta zona en nombroses ocasions van fer peticions a les Nacions Unides per a assolir ser reconeguts com a nació sobirana. Els basters al·legaven que ja havien estat reconeguts per la Lliga de Nacions. En 1979, Sud-àfrica els va oferir independència nominal a canvi de donar suport la lluita armada contra SWAPO; a això els basters es van negar, decidint romandre neutrals i, en conseqüència, van assolir tan sols conservar l'autonomia administrativa vigent des de 1976.
Els basters inicialment parlaven només afrikaans, però en l'actualitat són bilingües.